# John Paul Tremblay
John Paul Tremblay (ur. 17 maja 1968 w Halifaksie) – kanadyjski aktor telewizyjny i filmowy, który zaistniał dzięki roli Juliana w kanadyjskiej produkcji telewizyjnej mockument Chłopaki z baraków (Trailer Park Boys). Na początku swojej kariery wystąpił w filmie Virginia (Virginia's Run, 2002) u boku Gabriela Byrne’a.
Urodził się i dorastał w Dartmouth, w Halifaksie w Nowej Szkocji, gdzie mieszkał w tej samej okolicy i uczęszczał do tej samej szkoły, co jego przyszły przyjaciel i współtwórca Chłopaków z baraków Robb Wells. Przez pewien czas mieszkał w przyczepie na parkingu barakowozów. Wraz z Wellsem był właścicielem sieci pizzerii zwanych JR Capone na kanadyjskiej Wyspie Księcia Edwarda.
Żonaty z Andreą, ma trójkę dzieci.